# چی یو
چی یو یا کی‌ یو (به چینی: 齊豫) (متولد ۱۷ اکتبر ۱۹۵۷) یک خواننده چینی-تایوانی است که بیشتر برای آهنگ «درخت زیتون» (橄欖樹) در سال ۱۹۷۹ شناخته شده است. او برنده نهمین جایزه ملودی طلایی به‌عنوان بهترین خواننده زن ماندارین شد. او خواهر بزرگتر چی چین خواننده و ترانه‌سرا است. او یک بودایی مذهب و گیاه‌خوار است.